# Independența (Constanța)
Independenţa is een Roemeense gemeente in het district Constanța.
Independenţa telt 3112 inwoners.